# British Columbia Hockey League
Die British Columbia Hockey League (BCHL) ist eine Junioren-Eishockeyliga zweiter Kategorie in der kanadischen Provinz British Columbia. Sie wurde 1961 gegründet und ist eine von zehn zur Canadian Junior Hockey League (CJHL) gehörenden Ligen. Die Liga wird vom kanadischen Eishockeyverband Hockey Canada organisiert und besteht derzeit aus 16 Mannschaften, welche in zwei Conferences (Coastal Conference und Interior Conference) eingeteilt sind. Der Sieger der BCHL-Playoffs erhält den Fred Page Cup und spielt in einer Best-of-Seven-Serie gegen den Sieger der Alberta Junior Hockey League um den Doyle Cup. Der Sieger des Doyle Cups spielt wiederum um den Royal Bank Cup und zieht als Western-Conference-Gewinner in das Finale der CJHL ein.

## Mannschaften der Saison 2011/12

### Coastal Conference
| Name                     | Standort                       | Stadion                          | Ligazugehörigkeit seit |
| Alberni Valley Bulldogs  | Port Alberni, British Columbia | Weyerhauser Arena                | 1998                   |
| Coquitlam Express        | Coquitlam, British Columbia    | Coquitlam Sports Centre          | 2001                   |
| Cowichan Valley Capitals | Duncan, British Columbia       | Island Savings Centre            | 1980                   |
| Langley Rivermen         | Langley, British Columbia      | George Preston Recreation Centre | 1970                   |
| Nanaimo Clippers         | Nanaimo, British Columbia      | Frank Crane Arena                | 1972                   |
| Powell River Kings       | Powell River, British Columbia | Powell River Recreation Complex  | 1988                   |
| Surrey Eagles            | Surrey, British Columbia       | South Surrey Arena               | 1976                   |
| Victoria Grizzlies       | Victoria, British Columbia     | Bear Mountain Arena              | 1967                   |

### Interior Conference
| Name                       | Standort                        | Stadion                      | Ligazugehörigkeit seit |
| Chilliwack Chiefs          | Chilliwack, British Columbia    | Prospera Centre              | 1996                   |
| Merritt Centennials        | Merritt, British Columbia       | Nicola Valley Memorial Arena | 1961                   |
| Penticton Vees             | Penticton, British Columbia     | South Okanagan Events Centre | 1961                   |
| Prince George Spruce Kings | Prince George, British Columbia | Prince George Coliseum       | 1972                   |
| Salmon Arm Silverbacks     | Salmon Arm, British Columbia    | Sunwave Centre               | 2001                   |
| Trail Smoke Eaters         | Trail, British Columbia         | Cominco Arena                | 1987                   |
| Vernon Vipers              | Vernon, British Columbia        | Wesbild Centre               | 1961                   |
| Westside Warriors          | Westside, British Columbia      | Royal Lepage Place           | 1973                   |

### Inaktive Mannschaften
- Williams Lake TimberWolves (Saison 2009/10)

## Teamhistorien früherer und aktueller Mannschaften
| - Kamloops Rockets (1967–73; wurden die White Rock Centennials) - Kelowna Buckaroos (1967–83; wurden die Summerland Buckaroos) - New Westminster Royals (1967–71) - Penticton Broncos (1967–75; umbenannt in Penticton Vees) - Vernon Essos (1967–73; umbenannt in Vernon Vikings) - Victoria Cougars (1967–71; wechselten in die Western Hockey League) - Vancouver Centennials (1969–72; umbenannt in Vancouver Villas) - Chilliwack Bruins (1970–76; wechselten in die Pacific Junior Hockey League) - Bellingham Blazers (1972–75) - Nanaimo Clippers (1972–1983; wurden die Esquimalt Buccaneers) - Vancouver Villas (1972–73) - Langley Lords (1973–76; umbenannt in Langley Thunder) - Merritt Centennials (1973–85; umbenannt in Merritt Warriors) - Vernon Vikings (1973–79) - White Rock Centennials (1973; wurden die Merritt Centennials) - Maple Ridge Blazers (1975–76; umbenannt in Maple Ridge Bruins) - Penticton Vees (1975–78; umbenannt in Penticton Knights) - Bellingham Blazers (1976–80) - Kamloops Braves (1976–77; umbenannt in Kamloops Chiefs) - Langley Thunder (1976–79) - Maple Ridge Bruins (1976–77) - Abbotsford Flyers (1976–85; umbenannt in Abbotsford Falcons) - Kamloops Chiefs (1977–78; umbenannt in Kamloops Rockets) - Revelstoke Bruins (1977–79; umbenannt in Revelstoke Rockets) - Chilliwack Colts (1978–81) - Delta Suns (1978–79) - Kamloops Rockets (1978–79; wurden die Revelstoke Rockets) - Penticton Knights (1978–90; umbenannt in Penticton Panthers) - Nor Wes Caps (1979–81) - Revelstoke Rockets (1979–83; umbenannt in Revelstoke Rangers) - Richmond Sockeyes (1979–90; wurden die Chilliwack Chiefs) - Coquitlam Comets (1980–81) - Cowichan Valley Whalers (1980–81; umbenannt in Cowichan Valley Capitals) - Vancouver Jr. Canucks (1980–81) - Vernon Lakers (1980–83; umbenannt in Vernon Rockets) - Cowichan Valley Capitals (1981–84; wurden die Sidney Whalers) - Langley Eagles (1981–87; wurden die Chilliwack Eagles) - New Westminster Royals (1981–83) - Vancouver Bluehawks (1981–82; wurden die Burnaby Bluehawks) - Burnaby Bluehawks (1982–85) - Shuswap/Salmon Arm Totems (1982–83; umbenannt in Shuswap Totems) - Esquimalt Buccaneers (1983; wurden die Nanaimo Clippers) - Revelstoke Rangers (1983–85) - Shuswap Totems (1983–84; umbenannt in Salmon Arm Totems) - Summerland Buckaroos (1983–88) - Vernon VipersVernon Rockets (1983–84; umbenannt in Vernon Lakers) - Nanaimo Clippers (seit 1984) - Salmon Arm Totems (1984–85; umbenannt in Shuswap Blazers) | - Sidney Whalers (1984–86; umbenannt in Juan de Fuca Whalers) - Vernon Lakers (1984–96; umbenannt in Vernon Vipers) - Abbotsford Falcons (1985–88) - Delta Flyers (1985–88) - Kelowna Packers (1985–89; umbenannt in Kelowna Spartans) - Merritt Warriors (1985–87; umbenannt in Merritt Centennials) - Shuswap Blazers (1985–86) - Juan de Fuca Whalers (1986–88; wurden die Cowichan Valley Whalers) - Chilliwack Eagles (1987–90) - Merritt Centennials (seit 1987) - Salmon Arm Tigers (1987–89) - Cowichan Valley Whalers (1988–89; umbenannt in Cowichan Valley Capitals) - New Westminster Royals (1988–91) - Powell River Paper Kings (1988–1998; umbenannt in Powell River Kings) - Cowichan Valley Capitals (1989–90) - Kelowna Spartans (1989–95) - Ladner Penguins (1989–90; wurden die Bellingham Ice Hawks) - Bellingham Ice Hawks (1990–94; wurden die Trail Smoke Eaters) - Chilliwack Chiefs (1990–2006; wurden die Langley Chiefs) - Penticton Panthers (1990–2004; umbenannt in Penticton Vees) - Victoria Warriors (1990–93) - Surrey Eagles (1991–1996; umbenannt in South Surrey Eagles) - Cowichan Valley Capitals (seit 1993) - Langley Thunder (1994–98; umbenannt in Langley Hornets) - Royal City Outlaws (1994–96) - Victoria Salsa (1994–2006; umbenannt in Victoria Grizzlies) - Trail Smoke Eaters (seit 1995) - South Surrey Eagles (1996–2003; umbenannt in Surrey Eagles) - Prince George Spruce Kings (seit 1996) - Quesnel Millionaires (1996–2011; wurden die Chilliwack Chiefs) - Vernon Vipers (seit 1996) - Burnaby Bulldogs (1998–2002; wurden die Alberni Valley Bulldogs) - Langley Hornets (1998–2006; wurden die Westside Warriors) - Powell River Kings (seit 1998) - Coquitlam Express (2001–04; wurden die Burnaby Express) - Salmon Arm Silverbacks (seit 2001) - Alberni Valley Bulldogs (seit 2002) - Surrey Eagles (seit 2003) - Williams Lake TimberWolves (2003–2007) - Burnaby Express (2004–2010; wurden die Coquitlam Express) - Penticton Vees (seit 2004) - Langley Chiefs (2006–2011; wurden die Langley Rivermen) - Victoria Grizzlies (seit 2006) - Westside Warriors (seit 2006) - Williams Lake TimberWolves (2009–2010; inaktiv) - Coquitlam Express (seit 2010) - Chilliwack Chiefs (seit 2011) - Langley Rivermen (seit 2011) |

## Cup-Sieger

### Fred Page Cup
| - 1962 Kamloops Rockets - 1963 Kamloops Rockets - 1964 Kamloops Rockets - 1965 Kelowna Buckaroos - 1966 Kamloops Kraft Kings - 1967 Penticton Broncos - 1968 Penticton Broncos - 1969 Victoria Cougars - 1970 Vernon Essos - 1971 Kamloops Rockets - 1972 Vernon Essos - 1973 Penticton Broncos - 1974 Kelowna Buckaroos - 1975 Bellingham Blazers - 1976 Nanaimo Clippers - 1977 Nanaimo Clippers - 1978 Nanaimo Clippers - 1979 Bellingham Blazers - 1980 Penticton Knights - 1981 Penticton Knights | - 1982 Penticton Knights - 1983 Abbotsford Flyers - 1984 Langley Eagles - 1985 Penticton Knights - 1986 Penticton Knights - 1987 Richmond Sockeyes - 1988 Vernon Lakers - 1989 Vernon Lakers - 1990 New Westminster Royals - 1991 Vernon Lakers - 1992 Vernon Lakers - 1993 Kelowna Spartans - 1994 Kelowna Spartans - 1995 Chilliwack Chiefs - 1996 Vernon Vipers - 1997 South Surrey Eagles - 1998 South Surrey Eagles - 1999 Vernon Vipers - 2000 Chilliwack Chiefs | - 2001 Victoria Salsa - 2002 Chilliwack Chiefs - 2003 Vernon Vipers - 2004 Nanaimo Clippers - 2005 Surrey Eagles - 2006 Burnaby Express - 2007 Nanaimo Clippers - 2008 Penticton Vees - 2009 Vernon Vipers - 2010 Vernon Vipers - 2011 Vernon Vipers - 2012 Penticton Vees - 2013 Surrey Eagles - 2014 Coquitlam Express - 2015 Penticton Vees - 2016 West Kelowna Warriors - 2017 Penticton Vees - 2018 Wenatchee Wild - 2019 Prince George Spruce Kings |

### Royal Bank Cup
Seit Bestehen des Royal Bank Cups wurde er neun Mal von einem Team der BCHL gewonnen.
- 1996 Vernon Vipers
- 1998 South Surrey Eagles
- 1999 Vernon Vipers
- 2006 Burnaby Express
- 2009 Vernon Vipers
- 2010 Vernon Vipers
- 2012 Penticton Vees
- 2016 West Kelowna Warriors
- 2018 Chilliwack Chiefs

### Centennial Cup
Der Centennial Cup war der Vorgänger des Royal Bank Cups. Er wurde zwischen 1971 und 1995 vergeben.
- 1986 Penticton Knights
- 1987 Richmond Sockeyes
- 1990 Vernon Lakers
- 1991 Vernon Lakers
- 1993 Kelowna Spartans

## BCHL-Rekorde
Spielerrekorde
- Meiste Tore in einer Saison: 105, Brett Hull (Penticton Vees, 1983/84)
- Meiste Vorlagen in einer Saison: 111, Bob Ginetti (Burnaby Bluehawks, 1986/87)
- Meiste Punkte in einer Saison: 188, Brett Hull (Penticton Vees, 1983/84)
- Meiste Saisontore eines Verteidigers: 38, Campbell Blair (Vernon Vipers, 1986/87)
- Meiste Saisonvorlagen eines Verteidigers: 77, Bruce Harris (Bellingham Blazers, 1978/79); Ian Kidd (Penticton Vees, 1984/85)
- Meiste Saisonpunkte eines Verteidigers: 109, Campbell Blair (Vernon Vipers, 1986/87)
- Meiste Saisontore eines Rookies: 84, John Newberry (Nanaimo Clippers, 1979/80)
- Meiste Vorlagen eines Rookies: 103, Doug Berry (Kelowna Buckaroos, 1974/75)
- Meiste Punkte eines Rookies: 185, John Newberry (Nanaimo Clippers, 1979/80)
- Meiste Unterzahltore in einer Saison: 14, Greg Hadden (New Westminster Royals, 1988/89)
- Meiste Überzahltore in einer Saison: 32, Dan Bousquet (Penticton Vees, 1993/94)

Mannschaftsrekorde
- Meiste Siege in einer Saison: 52, New Westminster Royals, 1989/90; Vernon Vipers, 1998/99
- Meiste Punkte in einer Saison: 108, New Westminster Royals, 1989/90
- Meiste Tore in einer Saison: 498, Penticton Knights, 1984/85

## Bekannte Spieler in der National Hockey League
- Greg Adams
- Greg Adams
- Glenn Anderson
- Don Barber
- Barry Beck
- Brad Bombardir
- Mel Bridgman
- Blair Chapman
- Geoff Courtnall
- Paul Cyr
- Dallas Drake
- Dean Evason
- Todd Ewen
- Ray Ferraro
- Ron Flockhart
- Curt Fraser
- Link Gaetz
- Ron Greschner
- Scott Gomez
- Dan Hodgson
- Shawn Horcoff
- Brett Hull
- Tim Hunter
- Paul Kariya
- Steve Kariya
- Jason Krog
- Richard Kromm
- Paul Kruse
- Dave Lewis
- Doug Lidster
- Bill Lindsay
- Jason Marshall
- Bob McGill
- Glen Metropolit
- Willie Mitchell
- Brendan Morrison
- Bill Muckalt
- Joe Murphy
- Bob Nystrom
- John Ogrodnick
- Barry Pederson
- Matt Pettinger
- Rudy Poeschek
- Mark Recchi
- Cliff Ronning
- Paul Shmyr
- Stan Smyl
- Jeff Tambellini
- Kyle Turris
- Steve Tuttle
- Ryan Walter